# Kohlenwald

Zur Zeit der Völkerwanderung trennte der Kohlenwald die Siedlungsgebiete der Rheinfranken und der Salfranken

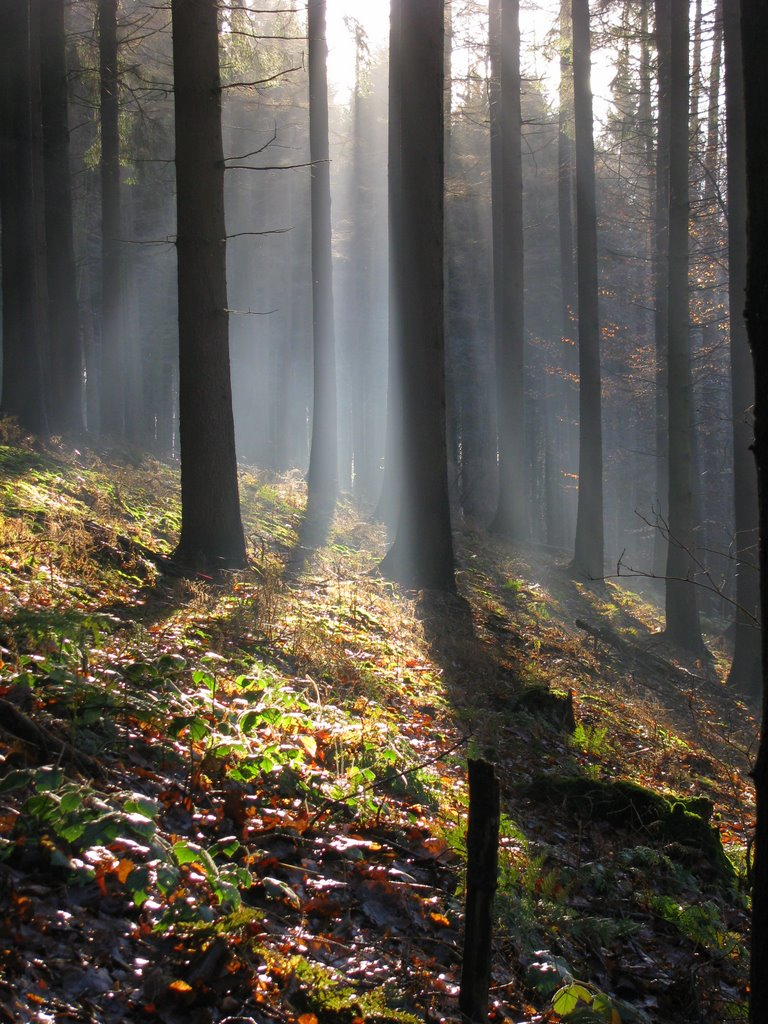
Der Hallerbos in Belgien, südwestlich von Brüssel, ein Überrest des alten Kohlenwalds

Als  Kohlenwald (lateinisch Silva carbonaria, niederländisch Kolenwoud, französisch Forêt Charbonnière) wurde eine Waldzone im heutigen Belgien und Nordfrankreich bezeichnet, die sich von der Sambre bei Charleroi im Osten bis zur Schelde zwischen Tournai im Norden und Cambrai im Süden erstreckte; nach anderer Auffassung reichte er sogar bis Arras im Westen bzw. Lüttich im Osten. Der Wald hatte damit eine Ausdehnung von mindestens 80 Kilometern in Nord-Süd- und mindestens 40 Kilometern in West-Ost-Richtung. Er wurde erstmals von dem spätantiken Geschichtsschreiber Sulpicius Alexander erwähnt.
Wegen seiner Größe stellte der Kohlenwald in der Antike und im Mittelalter eine natürliche Stammes-, Sprach- und Landesgrenze dar; in der Thidrekssaga wird er als Rückzugsgebiet für Räuber bezeichnet. 
Der Kohlenwald war in der Zeit des Römischen Reichs Grenze zwischen den Provinzen Belgica II  und Germania II. Zu Beginn des 5. Jahrhunderts drangen die Franken aus dem nördlicher gelegenen Toxandrien bis zum Kohlenwald vor; er bildete nun die Südgrenze des Frankenreichs. Er wurde in dieser Zeit eine Sprachgrenze: Im Süden sprach man die Vorläufer der heutigen französischen Sprache, im Norden die der heutigen niederländischen Sprache. In merowingischer Zeit galt der Kohlenwald als Grenze zwischen den Salfranken im Westen und den Rheinfranken im Osten, später dann als Teil der Grenze zwischen Neustrien und Austrien.
Im Jahr 640 gründete Itta, Ehefrau Pippins des Älteren, im Kohlenwald im Gebiet der heutigen Stadt Nivelles das Kloster Nivelles. Der Kohlenwald bildete die Grenze zwischen den Diözesen Maastricht und Cambrai. Das Land östlich des Kohlenwaldes (Lommegau, Hespengau und das südliche Toxandrien) war die Heimat der Karolinger. 
Der Vertrag von Ribemont (880) legte den Kohlenwald als Teil der Grenze zwischen dem westfränkischen und dem ostfränkischen Reich fest. Diese Linie hat im Wesentlichen als Grenze zwischen Frankreich und Belgien auch heute noch Bestand. 
Im Lauf der Jahrhunderte wurde der Kohlenwald immer weiter dezimiert. 
Reste des Waldes sind:
- der Sonienwald (flämisch Zoniënwoud, französisch Forêt de Soignes) südöstlich von Brüssel (etwa 4400 Hektar)
- der Hallerbos (Wald von Halle, etwa 550 Hektar südöstlich von Halle),
- der Wald von Buggenhout,
- der Wald von Heverlee,
- der Wald von Meerdaal und
- der Wald von La Houssière.